# Lamine Guèye (esquiador)
Lamine Guèye (Dakar, 18 de julio de 1960) es un esquiador retirado senegalés, fundador de la Federación Senegalesa de Esquí. Es el primer deportista del África subsahariana que ha participado en unos Juegos Olímpicos de Invierno, en la edición de Sarajevo 1984.

## Biografía
Proveniente de una familia de dirigentes políticos, su abuelo Lamine Guèye fue el primer presidente de la Asamblea Nacional de Senegal. Cuando tenía ocho años se marchó a Villars-sur-Ollon (Suiza), donde descubrió los deportes de invierno y particularmente el esquí alpino. Aunque poco después se estableció en París para completar su educación, siguió practicando esquí siempre que pudo.
A los 17 años impulsó la fundación de la Federación Senegalesa de Esquí, de la que era el único miembro. En un primer momento la Federación Internacional de Esquí consideró que su petición de ingreso era una broma, puesto que Senegal es un país con clima tropical y el propio Lamine tenía que entrenar en Francia. Sin embargo, Guèye se encargó personalmente de todos los trámites y el presidente de Senegal, Léopold Sédar Senghor, le prestó apoyo para el reconocimiento internacional.
Senegal pudo participar en los Juegos Olímpicos de Sarajevo 1984 gracias a una medida del Comité Olímpico Internacional, proclive a subvencionar el viaje a todos los comités que participasen con un solo atleta. De este modo Lamine Guèye se convirtió en el primer deportista negro que competía en este evento multidisciplinar. Logró completar tanto la prueba de descenso como el eslalon gigante, en 51.ª y 57.ª posición respectivamente.
Si bien permaneció apartado del deporte durante un tiempo, la historia del equipo jamaicano de bobsleigh que había participado en Calgary 1988 le animó a retomar el esquí alpino de competición. En los Juegos Olímpicos de Albertville 1992 obtuvo la clasificación para cinco eventos y pudo completar tres: la prueba de descenso (45.º), el eslalon gigante (66.º) y el súper gigante (78.º). Dos años después, en la edición de Lillehammer 1994, no logró terminar la única prueba de descenso en la que se había inscrito.
Desde su retirada ha seguido presidiendo la Federación Senegalesa de Esquí y es uno de los promotores de los deportes de invierno en África, para los que defiende una mayor representación internacional.